# Vladan Bubanja
Vladan Bubanja (Nikšić, 21 de febrero de 1999) es un futbolista montenegrino que juega en la demarcación de centrocampista para el F. C. Orenburg de la Liga Premier de Rusia.

## Selección nacional
Tras jugar en la selección de fútbol sub-19 de Montenegro y la sub-19, finalmente hizo su debut con la selección absoluta el 20 de junio de 2023 en un partido de clasificación para la Eurocopa 2024 contra República Checa que finalizó con un resultado de empate a uno tras un gol de Driton Camaj para Montenegro, y de Mojmír Chytil, Michal Sadílek, Lukáš Provod y Adam Hložek para el combinado checo.

## Clubes
| Club                 | País                 | Año       | Partidos | Goles |
| -------------------- | -------------------- | --------- | -------- | ----- |
| FK Sutjeska Nikšić   | Montenegro           | 2017-2022 | 126      | 13    |
| NK Lokomotiva Zagreb | Croacia              | 2022-2024 | 59       | 8     |
| F. K. Sarajevo       | Bosnia y Herzegovina | 2024-2025 | 40       | 6     |
| F. C. Orenburg       | Rusia                | 2025-     |          |       |

## Palmarés

### Títulos nacionales
| Título                         | Club                  | País                 | Año  |
| ------------------------------ | --------------------- | -------------------- | ---- |
| Primera División de Montenegro | F. K. Sutjeska Nikšić | Montenegro           | 2018 |
| Primera División de Montenegro | F. K. Sutjeska Nikšić | Montenegro           | 2019 |
| Primera División de Montenegro | F. K. Sutjeska Nikšić | Montenegro           | 2022 |
| Copa de Bosnia y Herzegovina   | F. K. Sarajevo        | Bosnia y Herzegovina | 2025 |